# La difícil (canción de Bad Bunny)
«La difícil» es una canción compuesta por el cantante puertorriqueño Bad Bunny. Se estrenó como el tercer sencillo de su segundo álbum de estudio en solitario YHLQMDLG por Rimas Entertainment el 29 de febrero de 2020.

## Antecedentes y composición
Bad Bunny anunció su segundo álbum en solitario YHLQMDLG junto con su portada oficial el 27 de febrero de 2020, durante una aparición en el programa de televisión The Tonight Show Starring Jimmy Fallon. El mismo día del lanzamiento de la nueva producción estrenó su tercer sencillo «La difícil» junto a su vídeo musical que sigue la misma estética del álbum, es decir, un material visual. En la canción, el cantante aborda uno de sus intereses románticos de que no puede ganarse porque ella es esquiva con él. Ella fue descrita como una mujer con cero interés en ser atada después de una mala relación.

## Vídeo musical
El vídeo musical de «La difícil» dirigido por Cliqua y Stillz, se estrenó el 29 de febrero de 2020. El vídeo alcanzó más de 5 millones de visitas en menos de 24 horas. El clip sigue la historia de un bailarín en un video de reguetón de los primeros años, mostrando a las nuevas generaciones lo lejos que ha llegado el género. Las imágenes se denominaron retro y recuerdan a las décadas de 1980 y 2000.
Craig Jenkins, de Vulture, pensó que el video «revisita la iluminación llamativa, la puesta en escena, el estilo y las secuencias de baile de los primeros videos musicales, con Bunny canalizando a NSYNC». Isabella Gómez Sarmiento de NPR Music dijo que el video musical subraya «la sensación de la vieja escuela del álbum».

## Posicionamiento en listas
| Listas (2020)                          | Mejor posición |
| -------------------------------------- | -------------- |
| Argentina (Argentina Hot 100)          | 48             |
| España (PROMUSICAE)                    | 2              |
| Estados Unidos (Billboard Hot 100)     | 33             |
| Estados Unidos (Hot Latin Songs)       | 2              |
| Estados Unidos (Latin Rhythm Airplay)  | 1              |
| Estados Unidos (Rolling Stone Top 100) | 12             |
| Italia (FIMI)                          | 79             |
| Nueva Zelanda Hot Singles (RMNZ)       | 33             |
| Paraguay (Monitor Latino)              | 15             |
| Puerto Rico (Monitor Latino)           | 3              |
| Suiza (Schweizer Hitparade)            | 69             |

## Certificaciones
| País (organismo certificador) | Certificación       | Unidades certificadas |
| ----------------------------- | ------------------- | --------------------- |
| España (PROMUSICAE)           | 2x Platino          | 80 000                |
| Estados Unidos (RIAA)         | 15x Platino (Latin) | 900 000               |